# Cynanthus canivetii
La esmeralda de Canivet (Cynanthus canivetii), también denominada , esmeralda tijereta (en Honduras y México), esmeralda rabihorcada (en Costa Rica y Nicaragua), esmeralda verde (en México) o esmeralda oriental (en México), es una especie de ave apodiforme de la familia Trochilidae —los colibríes— perteneciente al género Cynanthus, anteriormente situada en el género Chlorostilbon. Es nativa de México y América Central.

## Distribución y hábitat
Se distribuye por la vertiente caribeña desde el este de México (desde el sur de Tamaulipas), incluida la península de Yucatán, hasta el norte de Guatemala y el norte de Belice; y en la vertiente del Pacífico y en el interior desde el extremo sur de México en Chiapas hacia el sur a través de Guatemala, El Salvador, Honduras, Nicaragua hasta el noroeste de Costa Rica.
El hábitat natural de esta especie son los linderos de bosques siempreverdes de tierras bajas, en el borde de bosques secundarios, en jardines, en claros cubiertos de maleza y en sabanas con matorrales, en zonas de semihúmedas a áridas, entre el nivel del mar y los 1900m de altitud.

## Sistemática

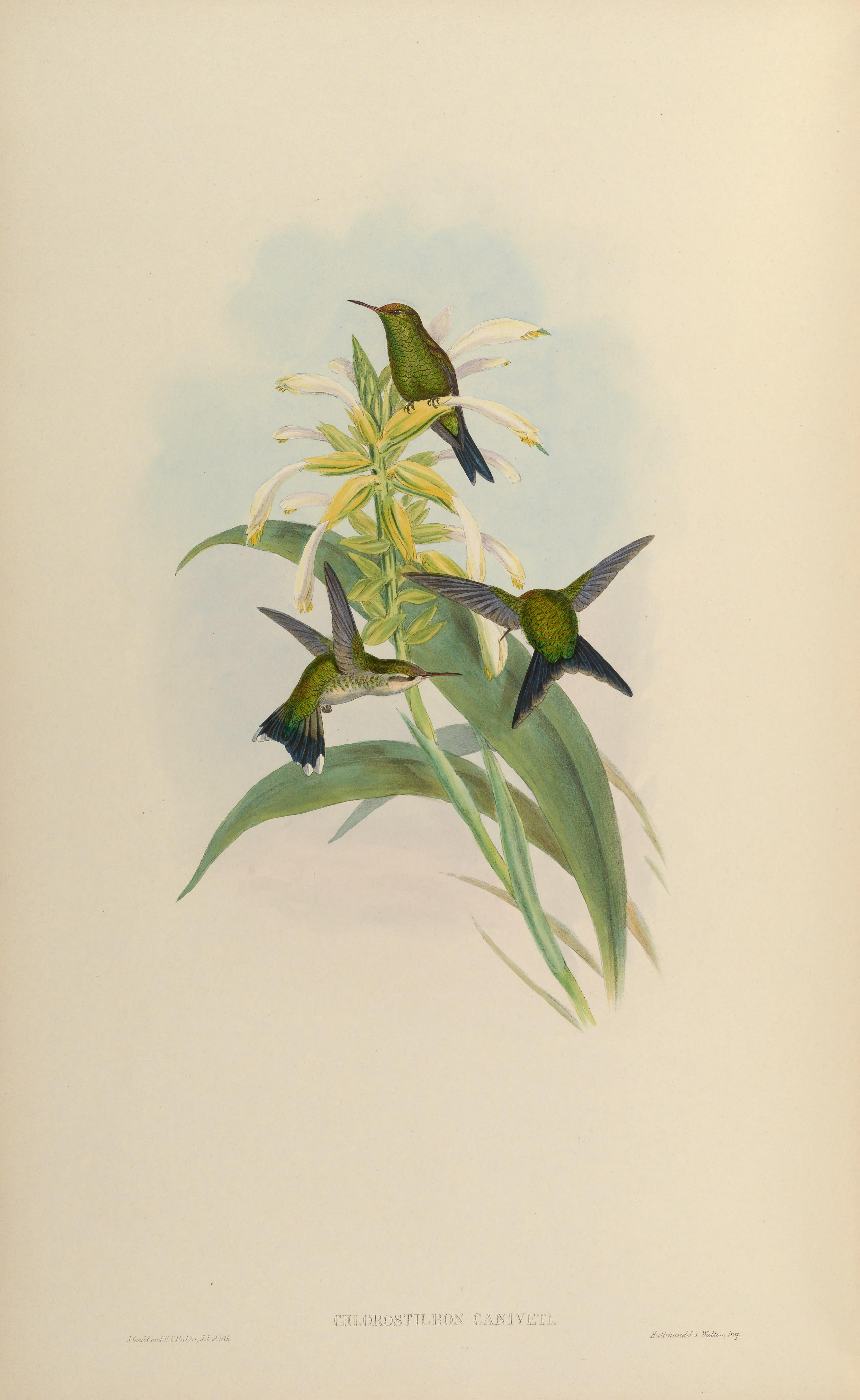
Chlorostilbon canivetii, ilustración de Gould y Richter en A monograph of the Trochilidae, or family of humming-birds 5, 1861.

### Descripción original
La especie C. canivetii fue descrita por primera vez por el ornitólogo francés René Primevère Lesson en 1832 bajo el nombre científico Ornismya canivetii; su localidad tipo es: «Brasil» (error), corregido posteriormente para «Jalapa, Veracruz, México».

### Etimología
El nombre genérico masculino «Cynanthus» se compone de las palabras del griego «kuanos» que significa ‘azul oscuro’, y «anthos» que significa ‘florecer’; y el nombre de la especie «canivetii», conmemora al ornitólogo francés Emmanuel Canivet de Carentan (fl. 1876).

### Taxonomía
Ya fue tratada en el pasado como una subespecie de la esmeralda coliazul Chlorostilbon mellisugus, todavía dentro del género Chlorostilbon.
Las presente especie, Cynanthus auriceps y C. forficatus estaban anteriormente situadas en el género Chlorostilbon. Estudios genético-moleculares de 2014 y 2017 demostraron que Chlorostilbon era polifilético. En la clasificación propuesta para crear un grupo monofilético, estas tres especies fueron incluidas en el presente género.
Estos cambios taxonómicos fueron reconocidos por el Comité de Clasificación de Norte y Mesoamérica (N&MACC) en las Propuestas 2020-A-2/3 y 2020-D-1.
Algunos autores anteriores reconocían dos especies separadas para las dos poblaciones de esta especie, la esmeralda de Canivet ‘verdadera’ para la población de la vertiente caribeña, y la esmeralda de Salvin (Chlorostilbon salvini) para la población de la vertiente del Pacífico.

## Subespecies
Según las clasificaciones del Congreso Ornitológico Internacional (IOC) y Clements Checklist/eBird  se reconocen tres subespecies, con su correspondiente distribución geográfica:
- Grupo monotípico canivetii:
- Cynanthus canivetii canivetii (Lesson), 1832 – este de México (desde el sur de Tamaulipas hasta Yucatán), Belice, norte de Guatemala e Islas de la Bahía (Honduras).

- Grupo politípico salvini:
- Cynanthus canivetii osberti (Gould), 1860 – suroeste de México (extremo suroeste de Chiapas), oeste y centro de Guatemala y El Salvador hasta Honduras y oeste de Nicaragua.
- Cynanthus canivetii salvini (Cabanis & Heine), 1860 – noroeste de Costa Rica (tierras altas de la costa del Pacífico).